# Worlds End (2023)
Worlds End (2023) est un Pay-per-view de catch (lutte professionnelle) produit par la promotion américaine All Elite Wrestling. L'événement a eu lieu le 30 décembre 2023 au Nassau Veterans Memorial Coliseum à Uniondale, située à Long Island (New York). Il s'agit de la première édition de Worlds End.

## Production
Le 25 novembre 2023, la All Elite Wrestling annonce la création d'un Pay-per-view intitulé Worlds End qui accueille la finale du tout premier tournoi AEW Continental Classic pour inaugurer le premier champion Continental de l'histoire. Plus tard dans la soirée, il est annoncé que la première édition du Pay-per-view aura lieu le 30 décembre au Nassau Veterans Memorial Coliseum à Uniondale, dans le quartier de Long Island à New York.

## Contexte
Les spectacles de la All Elite Wrestling (AEW) sont constitués de matchs aux résultats prédéterminés par les scénaristes de la AEW. Ces rencontres sont justifiées par des storylines – une rivalité entre catcheurs, la plupart du temps – ou par des qualifications survenues dans les shows de la AEW. Tous les catcheurs possèdent un gimmick, c'est-à-dire qu'ils incarnent un personnage gentil (Face) ou méchant (Heel), qui évolue au fil des rencontres. Un événement comme Worlds End est donc un événement tournant pour les différentes storylines en cours.

## Tableau des matchs
| Ordre par numéros | Résultat | Stipulation(s) | Temps |
| --- | --- | --- | ----- |
| 1P | Willow Nightingale bat Kris Statlander, | Match simple, | 13:25 |
| 2P | Killswitch remporte la Battle Royale en éliminant en dernier Trent Beretta, | Battle Royale, Le gagnant remporte un contrat qui lui permet d'avoir un match pour le AEW TNT Championship à tout moment.                                                                                  | 13:50 |
| 3P | HOOK (c) bat Wheeler Yuta par soumission, | FTW Rules match pour le FTW Championship, | 10:20 |
| 4 | Blackpool Combat Club (Claudio Castagnoli et Bryan Danielson), Mark Briscoe et Daniel Garcia battent Brody King, Jay White, Jay Lethal et Rush,                                         | 8-Man Tag Team match, | 17:50 |
| 5 | Miro bat Andrade El Idolo (avec CJ Perry) par soumission, | Match simple, | 14:45 |
| 6 | "Timeless" Toni Storm (c) (avec Luther) bat Riho, | Match simple pour le AEW Women's World Championship, | 11:40 |
| 7 | Swerve Strickland (avec Prince Nana) bat Dustin Rhodes, | Match simple, | 9:30  |
| 8 | The Sex Gods (Chris Jericho et Sammy Guevara), Sting et Darby Allin battent Ricky Starks, Big Bill et The Don Callis Family (Kōnosuke Takeshita et Powerhouse Hobbs) (avec Don Callis), | 8-Man Tag Team match, | 15:40 |
| 9 | Julia Hart (c) bat Abadon, | House of Rules match pour le AEW TBS Championship, | 11:55 |
| 10 | Adam Copeland bat Christian Cage (c) (avec Mother Wayne et "The Prodigy" Nick Wayne),                                                                                                   | No Disqualification match pour le AEW TNT Championship, | 25:00 |
| 11 | Christian Cage (avec Mother Wayne, "The Prodigy" Nick Wayne et Killswitch) bat Adam Copeland (c),                                                                                       | No Disqualification match pour le AEW TNT Championship, Christian Cage encaisse et signe le contrat gagné par Killswitch lors du pré-show.                                                                 | 0:11  |
| 12 | Eddie Kingston bat Jon Moxley, | Match simple - Finale du tournoi AEW Continental Classic, Le gagnant remportera les ROH World Championship, Strong Openweight Championship et sera le premier détenteur de l'AEW Continental Championship. | 17:20 |
| 13 | Samoa Joe bat MJF (c) par soumission, | Match simple pour le AEW World Championship, | 17:50 |
| La lettre C placée entre parenthèses désigne la personne ou l’équipe championne en titre. P – indique que le match a eu lieu lors du pré-show | | |       |

## Déroulement du tournoiAEW Continental Classic
Le tournoi AEW Continental Classic, annoncé par Tony Khan, est un tournoi Round Robin qui se compose de deux groupes de six catcheurs: la Ligue Bleue et la Ligue Or. Dans chaque groupe, les 6 combattants s'affrontent dans des matchs simples d'une durée de 20 minutes, et les deux premiers à avoir accumulé le plus de points seront qualifiés pour les demi-finales. Comme dans un match de football, un catcheur obtient 3 points pour une victoire (par tombé, soumission, disqualification ou décompte extérieur), 1 point pour un nul (fin du temps imparti, double tombé, double soumission, double disqualification ou double décompte extérieur) et 0 point pour une défaite. Pendant un match, personne ne peut intervenir. La finale se déroulera lors du PPV et le gagnant du tournoi deviendra champion du monde de la ROH, champion Strong poids libres et le premier champion Continental de l'histoire,.
|  | Qualifiés pour les demi-finales |

| Blue League        | Blue League | Gold League       | Gold League |
| ------------------ | ----------- | ----------------- | ----------- |
| Bryan Danielson    | 10          | Jon Moxley        | 12          |
| Eddie Kingston     | 9           | Swerve Strickland | 12          |
| Andrade El Idolo   | 9           | Jay White         | 12          |
| Claudio Castagnoli | 7           | Rush              | 6           |
| Brody King         | 6           | Mark Briscoe      | 3           |
| Daniel Garcia      | 3           | Jay Lethal        | 0           |